# Дирутенийпентаиттрий
Дирутенийпентаиттрий — бинарное неорганическое соединение
иттрия и рутения
с формулой Y5Ru2,
кристаллы.

## Получение
- Сплавление стехиометрических количеств чистых веществ:

{\displaystyle {\mathsf {5Y+2Ru\ {\xrightarrow {1300^{o}C}}\ Y_{5}Ru_{2}}}}

## Физические свойства
Дирутенийпентаиттрий образует кристаллы
моноклинной сингонии, пространственная группа C 2/c, параметры ячейки a = 1,5769 нм, b = 0,6341 нм, c = 0,7320 нм, β = 97,20°, Z = 4,
структура типа дикарбида пентамарганца Mn5C2
.
Соединение образуется по перитектической реакции при температуре ≈1300°C 
или конгруэнтно плавится при температуре ≈1300°C .